# Def Tech × RED CROSS
Def Tech × RED CROSS（デフテック バイ レッドクロス）は、2012年にDef Techと日本赤十字社によって開始されたプロジェクト。
主な活動は、日本赤十字社が行う活動の広報と、Def Techと金子ノブアキ (RIZE) によるチャリティーソングでの活動資金の寄付。

## 概要
Def Tech × RED CROSSプロジェクトができたきっかけは、Def Techの2人が日本赤十字社のCM映像を見たときに、率直に胸を打たれたためである。このプロジェクトでのDef Techのチャリティーソングは、日本赤十字社職員の頼もしい存在や、彼らの誰の目にも見られないところでの労苦に、光が当たるようにとの想いで、制作されている。

## 楽曲
「Bolero」
2005年に「My Way」がヨコハマタイヤのCMソングに採用され、当時Def Techは一躍有名になり「My Way」も代表曲となるが、ShenとMicroの不仲から2006年に解散をする。その際、「いつか再結成をした時に、曲が全くないのは困るだろう」と気を利かせた金子ノブアキが、何パターンかのドラム音をDef Techのために作成しておいた。そしてDef Techは2010年に再結成をするも、メディアへの露出もほとんど皆無になる。
そんな中、2011年に発売したアルバム『UP』より、「All That's In The Universe」を東京海上日動主催のHumanglobe Travelerに書き下ろしたことや、「Golden Age」がトヨタ製の新型エスティマ ハイブリッドのCMソングに起用され、徐々に知名度を回復していく。
そこで、知名度を回復させるための最後の一手として、「My Way」と同様にヨコハマタイヤのCMソングにと、前述の金子ノブアキのドラムを元にして作った曲を推薦するものの、選考で落とされてしまう。ちなみに、この時のヨコハマタイヤのCMソングは、絢香の「The beginning」になる。
その時の曲を、日本赤十字社のために大幅に改変・制作したものが「Bolero」となり、後の日本赤十字社のCMソングになった。
「Be The One」
後述の公式アプリでは、5月下旬からAcoustic Ver.も公開された。

## 公式アプリ
スマートフォン、タブレット端末向けの、期間限定で公式キャンペーンアプリが存在する。
アプリでは、CMやメイキング映像の試聴、当アプリだけで限定公開されている「Be The One」のAcoustic Ver.の試聴のほかに、一次救命処置(BLS)における心肺蘇生法やAEDの使い方などが閲覧できる。

### 「RED CROSS+ にスマホをかざせ!」キャンペーン
公式アプリでのキャンペーンで、アプリを起動して、町や駅の掲示板にある日本赤十字社の公式ポスター内、レッドクロス部分を撮影すると、限定CMが試聴できるというもの。通常のCMが最高で30秒のものに対して、限定CMは50秒と少し長く、まだ「Be The One」が公開されていなかった当時では、同曲を少しでも長く聴ける貴重な動画であった。